# Istituto italiano di cultura di Parigi

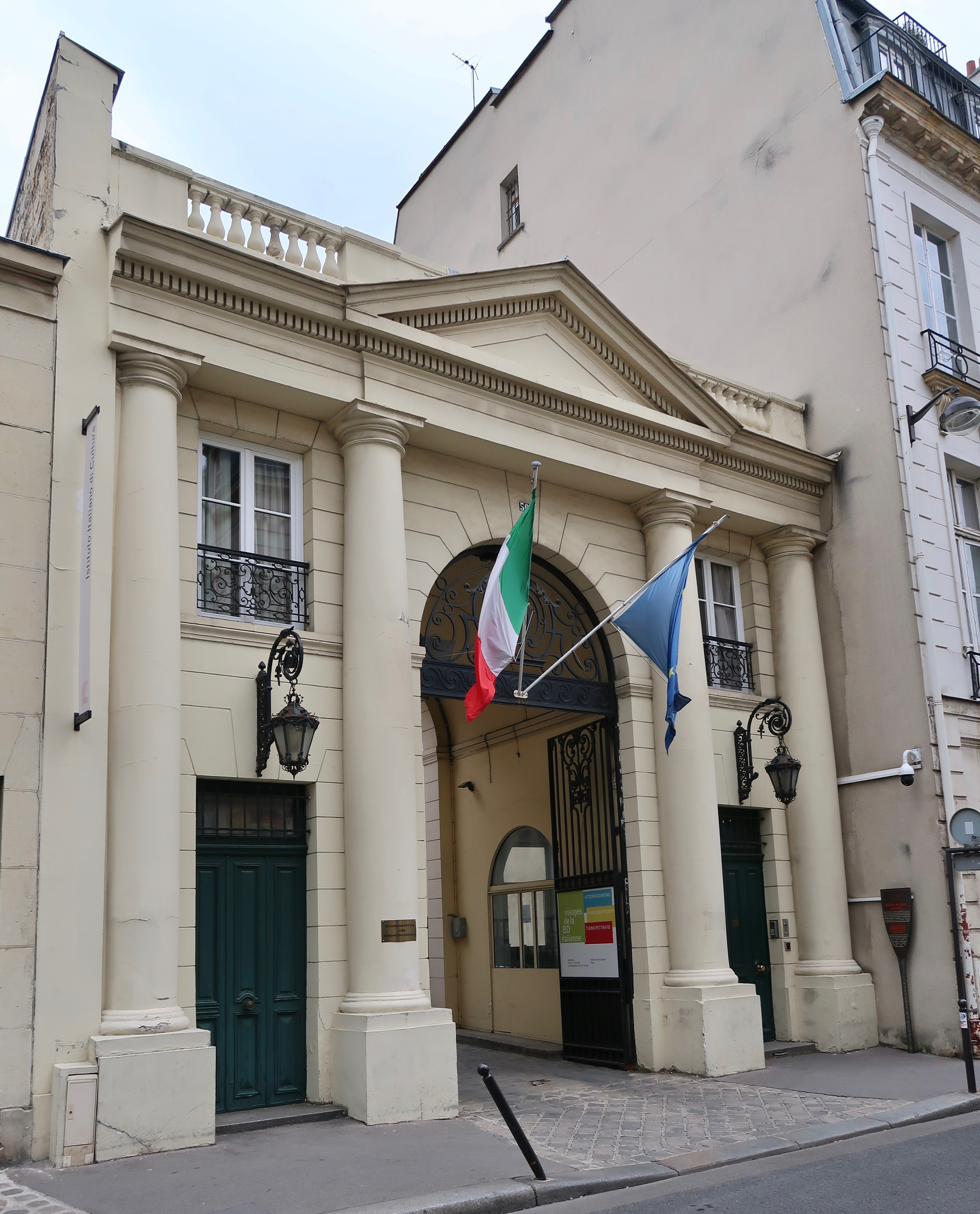
Hôtel de Galliffet, sede dell'Istituto italiano di cultura a Parigi.

L'Istituto italiano di cultura di Parigi è un organo del Ministero degli Affari Esteri, incaricato di diffondere e promuovere la lingua e la cultura italiana. È sito in rue de Varenne al civico 50, nel VII arrondissement di Parigi ed è stato inaugurato nel 1962.
Tra i principali obiettivi figurano l'organizzazione di corsi di lingua e cultura italiana e la realizzazione di eventi culturali che hanno per tema l'Italia, la sua vita culturale, artistica e scientifica.

## Presentazione dell'Istituto italiano di cultura

### L'edificio
Situato nel cuore del quartiere Saint-Germain, tra rue de Grenelle, rue de Varenne e rue du Bac, l'Hôtel de Galliffet venne costruito dall'architetto Jacques-Guillame Legrand tra il 1776 e il 1792.
Dimora del padre di Eugène Delacroix, poi di Talleyrand, sede del Ministero degli Affari Esteri dal 1794 al 1821, questo palazzo ha accolto altri illustri personaggi come Benjamin Constant, Chateaubriand, Napoléon Ier, Madame de Staël, o ancora il poeta Antoine-Vincent Arnault.
Tra il 1992 e il 1993, i lavori di restaurazione hanno restituito all'Hotel de Galliffet il suo antico splendore.
Acquisito dallo Stato italiano nel 1909, fu prima sede dell'Ambasciata, poi del Consolato generale d'Italia, e nel 1962, dell'Istituto italiano di cultura. Creato in applicazione dell'accordo franco-italiano, l'Istituto italiano di cultura rientra nelle competenze del Ministero degli Affari Esteri e gode di piena autonomia operazionale.

### Funzionamento
La circoscrizione dell'Istituto italiano di cultura di Parigi comprende le seguenti regioni (altri tre istituti italiani di cultura in Francia – Lione, Marsiglia, Strasburgo – hanno preso in carico le altre regioni):
- Île-de-France
- Alta Normandia
- Bassa Normandia
- Piccardia
- Nord-Passo di Calais
- Bretagna
- Paesi della Loira
- Centro
- Poitou-Charentes
- Aquitania
- Franca Contea

### Missione e attività
L'Istituto, organo del Ministero degli Affari Esteri, è incaricato di diffondere e promuovere la lingua e cultura italiana. Tra i principali obiettivi figurano l'organizzazione di corsi di lingua e cultura italiana e la realizzazione di iniziative culturali che hanno per tema l'Italia, la sua vita culturale, artistica e scientifica.
L'Istituto offre in particolare i seguenti servizi:
- corsi di lingua e cultura italiana tenuti da insegnanti qualificati di madrelingua italiana
- due sessioni annuali di esami per ottenere la Certificato di lingua italiana rilasciata dalle Università per stranieri di Perugia e di Siena
- una biblioteca italiana a disposizione del pubblico per la consultazione ed il prestito di libri, videocassette, DVD, riviste e giornali italiani
- un servizio di informazione e documentazione sull'Italia nel settore culturale
- informazioni e sostegno/supporto logistico ai professionisti pubblici e privati della cultura, sia italiani che stranieri

## La biblioteca

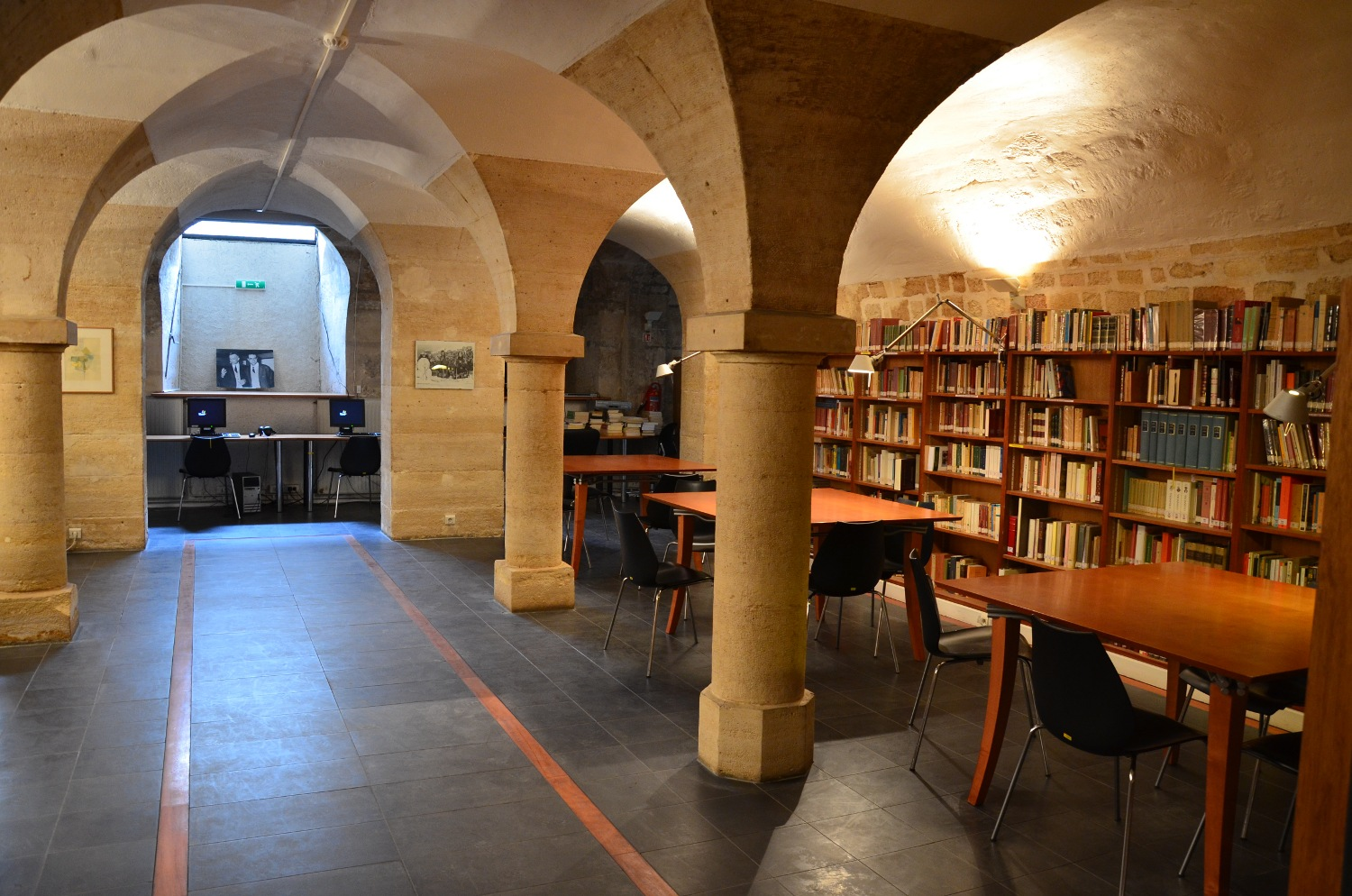
La biblioteca

L'Hôtel de Galliffet ospita anche una biblioteca mediateca informatizzata che possiede circa 50 000 documenti, di cui 5 500 titoli di materiale audiovisivo.
La biblioteca è stata dedicata a Italo Calvino in omaggio al grande scrittore italiano di cui possiede centinaia di libri.

## Elenco dei direttori
- Luigi Ferrarino (1962 - 1964)
- Edgardo Giorgi-Alberti (1965 - 1967)
- Giovanni Dalla Pozza (1968 - 1976)
- Fernando Caruso (1977 - 1991)
- Paolo Fabbri (1992 - 1996)
- Pietro Corsi (1997 - 2001)
- Guido Davico Bonino (2001 - 2003)
- Giorgio Ferrara (2003 - 2007)
- Rossana Rummo (2008 - 2011)
- Marina Valensise (2012 - 2016)
- Fabio Gambaro (2016 - 2020)
- Diego Marani (2021 - 2023)
- Antonio Calbi (2023 - )

## Riconoscimenti
Nel 1989 l'Istituzione ha ricevuto il Premio Brancati-Zafferana, per la diffusione della cultura italiana nel mondo.